# شعب السبيل (المضاربة والعارة)

تعديل مصدري - تعديل

شعب السبيل هي إحدى قرى عزلة المضاربة بمديرية المضاربة والعارة التابعة لمحافظة لحج، بلغ تعداد سكانها 115 نسمة حسب تعداد اليمن لعام 2004.